# Arantxa Parraová Santonjaová
Arantxa Parraová Santonjaová (* 9. listopadu 1982 ve Valencii, Španělsko) je současná španělská profesionální tenistka. Ve své dosavadní kariéře vyhrála 3 turnaje WTA ve čtyřhře.

## Finálové účasti na turnajích WTA (9)

### Čtyřhra - výhry (3)
| Legenda                |
| Kategorie Tier III (1) |
| Kategorie Tier IV (2)  |

| Č. | Datum           | Turnaj               | Povrch | Partner           | Soupeřky ve finále                       | Výsledek           |
| 1. | 3. březen 2007  | Acapulco, Mexiko     | antuka | Lourdes D. Linová | Nicole Prattová Émilie Loitová           | 6-3, 6-3           |
| 2. | 16. červen 2007 | Barcelona, Španělsko | antuka | Nuria L. Vivesová | Lourdes D. Linová Flavia Pennettaová     | 7-6(3), 2-6, 12-10 |
| 3. | 15. červen 2008 | Barcelona, Španělsko | antuka | Lourdes D. Linová | Nuria L. Vivesová María J. M. Sánchezová | 4-6, 7-5, 10-4     |

### Čtyřhra - prohry (6)
| Legenda                     |
| Kategorie Tier III (1)      |
| Kategorie Tier IV (1)       |
| Kategorie Tier V (1)        |
| Kategorie International (3) |

| Č. | Datum             | Turnaj                | Povrch | Partnerka              | Vítězky                                  | Výsledek          |
| 1. | 13. červenec 2003 | Palermo, Itálie       | antuka | María J. M. Sánchezová | Emily Stellatová Adriana Serrová         | 6-4, 6-2          |
| 2. | 29. únor 2004     | Bogotá, Kolumbie      | antuka | Anabel M. Garriguesová | Jasmin Wöhrová Barbara Schwartzová       | 6-1, 6-3          |
| 3. | 6. květen 2007    | Estoril, Portugalsko  | antuka | Lourdes D. Linová      | Anastasia Rodionovová Andreea Ehrittová  | 6-3, 6-2          |
| 4. | 10. leden 2009    | Auckland, Nový Zéland | tvrdý  | Nuria L. Vivesová      | Nathalie Dechyová Mara Santangelová      | 4-6, 7-6, 12-10   |
| 5. | 28. únor 2009     | Acapulco, Mexiko      | antuka | Lourdes D. Linová      | Nuria L. Vivesová María J. M. Sánchezová | 6-4, 6-2          |
| 6. | 9. leden 2010     | Brisbane, Austrálie   | tvrdý  | Melinda Czinková       | Andrea Hlaváčková Lucie Hradecká         | 2-6, 7-6(3), 10-4 |

## Fed Cup
Arantxa Parraová Santonjaová se zúčastnila 1 zápasu ve Fed Cupu za tým Španělska s bilancí 1-0 ve dvouhře.

## Postavení na žebříčku WTA na konci sezóny

### Dvouhra
| Rok    | 1999  | 2000   | 2001   | 2002   | 2003  | 2004  | 2005   | 2006   | 2007   | 2008   | 2009  |
| Pořadí | 1028. | ▲ 710. | ▲ 306. | ▲ 184. | ▲ 68. | ▼ 70. | ▼ 107. | ▼ 173. | ▼ 356. | ▼ 359. | ▲ 91. |

### Čtyřhra
| Rok    | 2001 | 2002   | 2003   | 2004   | 2005   | 2006   | 2007  | 2008  | 2009  |
| Pořadí | 452. | ▲ 248. | ▲ 149. | ▼ 151. | ▼ 195. | ▲ 138. | ▲ 73. | ▼ 81. | ▲ 60. |